# Deutz F1L 514/50
Der Deutz F1L 514/50 war ein Schlepper, den Klöckner-Humboldt-Deutz von 1950 bis 1951 herstellte. In der Typenbezeichnung werden die wesentlichen Motorkenndaten angegeben: Fahrzeugmotor mit 1-Zylinder und Lüftkühlung der Baureihe 5 mit einem Kolbenhub von 14 cm. Hinter dem Schrägstrich steht die eigentliche Modellnummer.
Bereits während des Zweiten Weltkrieges begann Deutz mit der Entwicklung eines luftgekühlten Motors. Der F1L 514/50 war nach dem Krieg das erste Schleppermodell, das mit dem neuen Motor ausgestattet wurde. Die übrigen Teile stammten weitgehend vom F1M 414/46, den Deutz seit 1946 produzierte. Anfangs kostete der F1L 514/50 6530 DM. Später wurde der Preis auf 4900 DM gesenkt, um konkurrenzfähig zu bleiben.
Der luftgekühlte Einzylinder-Dieselmotor leistete 15 PS (11 kW). Der Schlepper hatte ein Vierganggetriebe und erreichte eine Höchstgeschwindigkeit von 15 km/h. Ende 1950 konnte der Schlepper hinten auch mit der Reifengröße 8-32 und einer gekröpften Vorderachse bestellt werden, sodass sich die Höchstgeschwindigkeit auf ca. 19 km/h erhöhte.
Nach einem Jahr bekam das Modell ein Fünfganggetriebe und wurde fortan als F1L 514/51 verkauft. Das Getriebe ließ eine Geschwindigkeit von 23 km/h zu, sodass diesen Traktor nur Personen mit Lkw-Führerschein fahren durften. Deutz reduzierte auf Wunsch die Motorhöchstdrehzahl, sodass der F1L514/51 nicht mehr als 20 km/h erreichte. Die ersten Fahrzeuge
des Typ F1L514/51 bis zur FIN 7517/5945 sowie von der FIN 7517/6001 bis 6150 hatten ein Getriebe, das eine Höchstgeschwindigkeit von 23 km/h zuließ. Alle anderen F1L514/51 fuhren bei der fest eingestellten Drehzahl maximal 20 km/h. Die übliche Bereifung war 8.00x32 und 11.2x28. Durch eine größere Bereifung wie 9.5x32 oder 12.4x28 konnte der Schlepper etwa 1,2 km schneller fahren.